# Jan Nagel (Politiker)

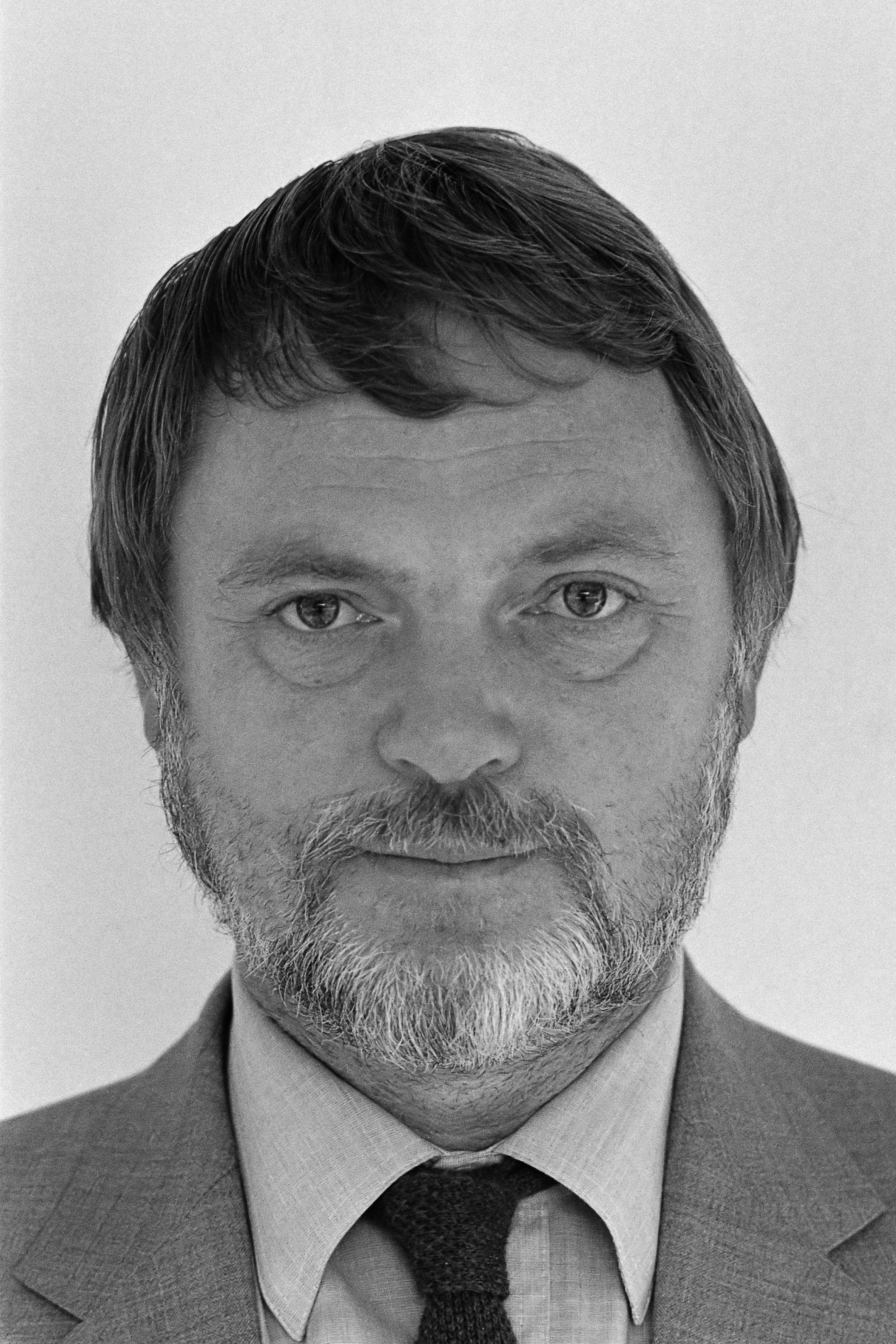
Jan Nagel, 1983

Johann Georg Nagel (* 20. Juni 1939 in Amsterdam) ist ein niederländischer Politiker und ehemaliger Radiomoderator. Er ist Gründer der Seniorenpartei 50PLUS.

## Leben
Ursprünglich war er Mitglied der sozialdemokratischen Partij van de Arbeid und gehörte dort zum äußerst linken Flügel. Nach einem Besuch in Ost-Berlin, 1975, bezeichnete er die Mauer als historisch richtig. Dafür wurde er auch in der eigenen Partei kritisiert. 1977–1983 war Nagel PvdA-Abgeordneter in der Ersten Kammer.
1993 gründete er die Lokalpartei Leefbaar Hilversum und saß für sie in Hilversum im Stadtrat und in der Stadtregierung. 2001 war er Mitgründer der reichsweiten Partei Leefbaar Nederland. Diese machte sich mehr und mehr rechtspopulistische Gedanken zu eigen und hatte 2001/2002 kurzfristig Pim Fortuyn als Spitzenkandidat. Nagel war der erste Parteivorsitzende.
Bereits 2005 war er zusammen mit dem Kriminalreporter Peter R. de Vries an der Gründung einer weiteren Partei beteiligt, der Partij voor Rechtvaardigheid, Daadkracht en Vooruitgang. Sie blieb in den Umfragen erfolglos und wurde aufgelöst.
2009 war Nagel Mitgründer der Partei OokU, die 2011 in 50PLUS umbenannt wurde. Nagel war bis 2012 auch Vorsitzender und politischer Führer der Partei. Bei den Provinzialwahlen am 2. März 2011 erhielt 50PLUS genügend Stimmen, sodass sie mit den Regionalparteien einen Sitz für die Onafhankelijke Senaatsfractie wählen konnte, nämlich in der Ersten Kammer des nationalen Parlaments.